# تپه علی‌آباددرتنگ
تپه علی آباددرتنگ مربوط به دوران پیش از تاریخ ایران باستان تا دوران‌های تاریخی پس از اسلام است و در شهرستان صحنه، بخش مرکزی، روستای بید سرخ واقع شده و این اثر در تاریخ ۴ خرداد ۱۳۸۴ با شمارهٔ ثبت ۱۱۸۰۶ به‌عنوان یکی از آثار ملی ایران به ثبت رسیده است.